# Berlin-Wannsee
Wannsee ist ein Ortsteil im Berliner Bezirk Steglitz-Zehlendorf, der im äußersten Südwesten der Stadt liegt.
Der zum größten Teil zwischen Seen gelegene Ortsteil ist ein beliebter Ausflugsort für viele Berliner und Touristen. Den Hauptbereich bildet die Insel Wannsee. Sie ist heute über fünf Brücken zu erreichen: Die Wannseebrücke, die Alsenbrücke, die Hubertusbrücke, die Parkbrücke und die Glienicker Brücke. Ein kleiner Teil dieser „Wannsee-Insel“, die Siedlung Klein Glienicke, gehört zu Potsdam.
Zum Ortsteil gehören unter anderem die Ortslagen Heckeshorn, Krughorn, Albrechts Teerofen, Kohlhasenbrück und Steinstücken sowie die Pfaueninsel und der Hauptort Stolpe mit dem historischen Zentrum des Ortsteils, ebenso die ehemaligen Villenkolonien Alsen und Wannsee.

## Geografie

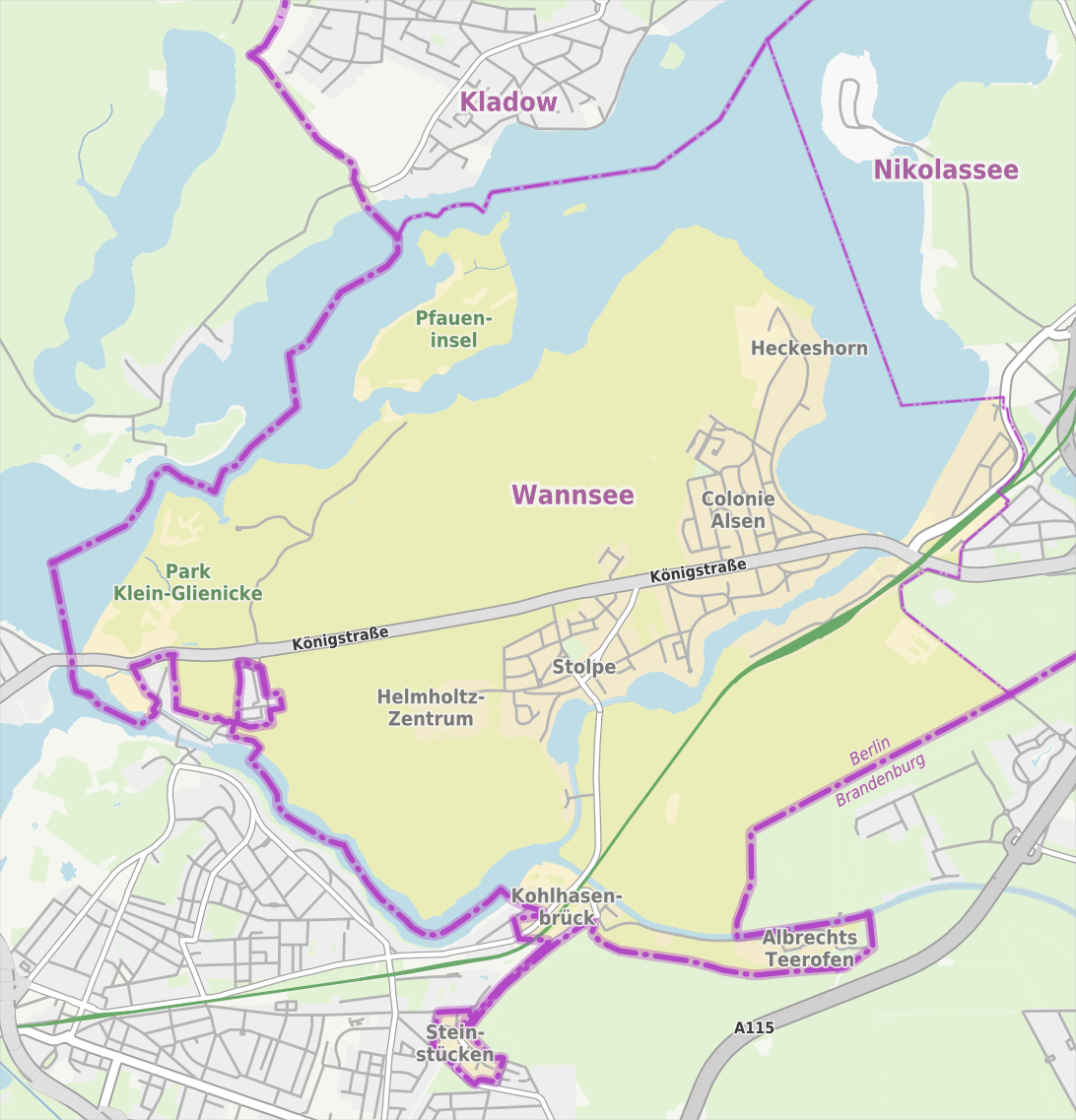
Übersichtskarte von Wannsee mit den Ortslagen

### Lage
In Wannsee befindet sich der westlichste Punkt des Bezirks Steglitz-Zehlendorf und somit von Berlin.
Umgeben wird der Ortsteil im Norden und Westen von der Havel, im Osten vom Großen Wannsee und im Süden von einer Seenkette, Griebnitzkanal genannt, sowie dem Griebnitzsee. Der Griebnitzkanal mit dem bekanntesten Teilsee, dem Kleinen Wannsee, verbindet den Großen Wannsee mit dem Griebnitzsee, an den im Osten der Teltowkanal anschließt. Der Westteil des Griebnitzsees ist über die Glienicker Lake mit der Havel verbunden, etwa auf Höhe der Glienicker Brücke. Der Havelbereich westlich von Wannsee wird vom Jungfernsee geprägt, der sich nach Nordwesten weiter ausdehnt.
Heute führt die in Ost-West-Richtung verlaufende Bundesstraße 1 mitten durch Wannsee, an der sich auch der heutige Siedlungsschwerpunkt befindet.
Wannsee ist im Norden und Westen mit Wald bedeckt, der im Wesentlichen das Gebiet des EU-Vogelschutzgebiets Westlicher Düppeler Forst ausmacht.

### Gewässer

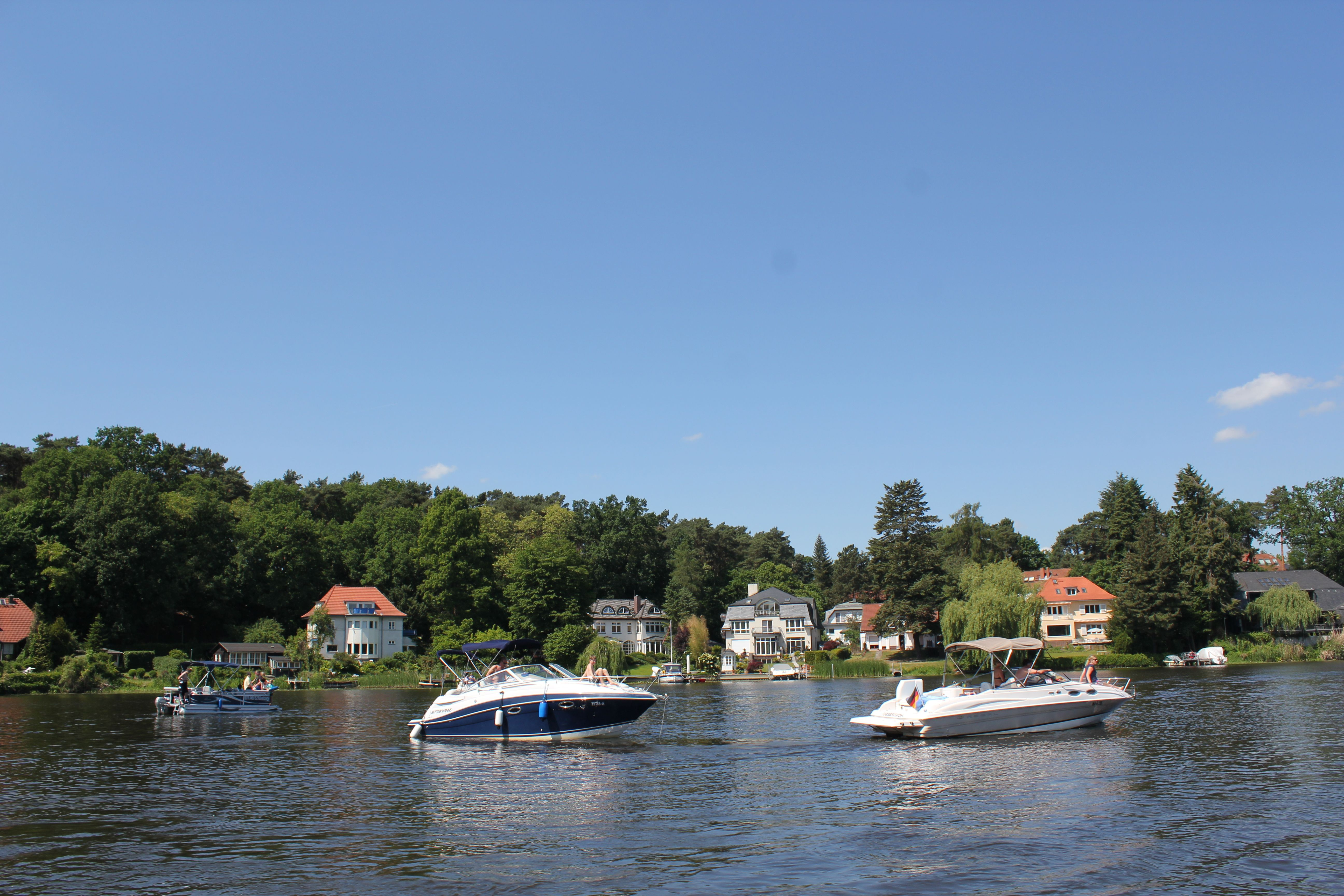
Stölpchensee

- Havelgewässer westlich vom Berliner Forst
  - Kälberwerder (Insel) (Lage)
  - Pfaueninsel (Insel) (Lage)
  - Moorlake (Lage)
  - Jungfernsee (Lage)
  - Havel mit Haveleck (Lage)
- Gewässer im Osten
  - Großer Wannsee (Lage)
  - Eulenbruch (Lage)
  - Heckeshorn am Großen Wannsee (Lage)
- Gewässer im Süden
  - Kleiner Wannsee (Lage)
  - Tatarenteich und Tatarengraben (Lage) mit Abfluss zum Kleinen Wannsee
  - Pohlesee (Lage)
  - Griebnitzseekanal zwischen Pohle- und Stölpchensee (Lage) sowie auch als Prinz-Friedrich-Leopold-Kanal von Stölpchensee zum Griebnitzsee (Lage)
  - Stölpchensee (Lage)
  - Teltowkanal (Lage)
  - Griebnitzsee (Lage)
  - Glienicker Lake (Lage)

## Geschichte

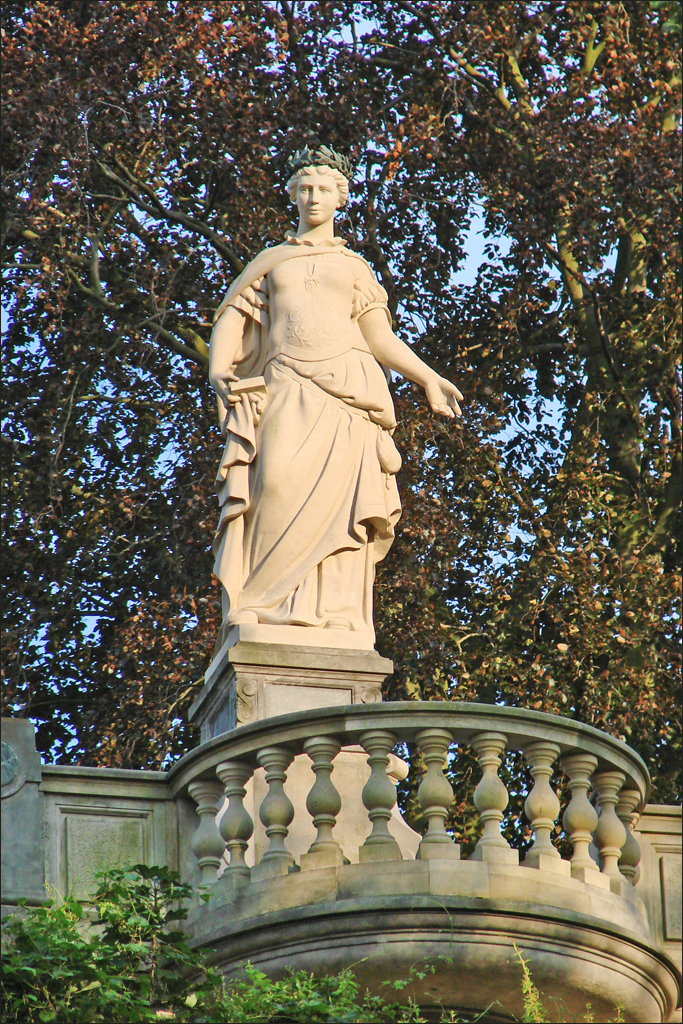
Borussia, die Allegorie Preußens am Ufer des Großen Wannsee

Die älteste Keimzelle der Besiedlung ist das kleine Dorf Stolpe (das Gebiet um den Wilhelmplatz). Es ist mittelalterlichen Ursprungs. In der zweiten Hälfte des 19. Jahrhunderts wurden die Ufer des Großen Wannsees auch als Wohnort für das wohlhabende Bürgertum entdeckt und gezielt entwickelt. Ab 1870 entstand in Wannsee eine Kulturlandschaft, die im Kaiserreich und der Weimarer Republik ihresgleichen suchte. Viele prachtvolle Villen entstanden zu dieser Zeit, von denen heute nur noch wenige übrig sind.
Im Zeitalter der Industrialisierung trieb es viele Berliner aus dem Zentrum an den Stadtrand. Zu diesem Zeitpunkt war die Gegend um das Dorf Stolpe noch weitgehend unbesiedelt. 1863 erwarb Wilhelm Conrad, Naturfreund, erfolgreicher Bankier und Direktor der Berliner Handels-Gesellschaft, den Gasthof Stimmings Krug. Durch Zukäufe erweiterte er seinen Landbesitz in den Folgejahren auf 320 Morgen. 1870 ließ Conrad die Gaststätte abreißen und an gleicher Stelle die Villa Alsen errichten. Diese Villa war der Startschuss für die weitere Besiedlung und Gründung der  Colonie Alsen.
Wilhelm Conrad stellte sich ein Gesamtkunstwerk von Villen vor, nach dem Muster der neuesten Berliner Villenkolonien, aber in einer Parklandschaft gelegen, umgeben vom Wasser der Havelseen. Der Peter-Joseph-Lenné-Schüler und Berliner Gartenbaudirektor Gustav Meyer wurde beauftragt, einen Plan auszuarbeiten. In diesem wurde das Zentrum der Kolonie als Hippodrom angeordnet, durch das die Königstraße in der Längsachse geführt wurde. Conrad fand Käufer für zahlreiche Parzellen, von denen keine kleiner als ein preußischer Morgen (180 Quadratruten, entspricht 2553 m²) war. Nur zwei Jahre nachdem er die Villa Alsen bezogen hatte, wohnten bereits 64 Siedler in zwölf neuen Villen in der Kolonie.
Ab 1874 begann die Besiedlung entlang des Ostufers des Großen Wannsees. Prinz Friedrich Karl als Grundbesitzer verkaufte einzelne Parzellen unter anderem an die Petroleumlampenfabrikanten Ernst Wild und Friedrich Wilhelm Wessel. Die Villen, die in der Villenkolonie Wannsee angelegt wurden, waren zumeist noch größer als die der gegenüberliegenden Colonie Alsen.
Um zusätzliches Publikum für die Ansiedlung in den Kolonien zu gewinnen, musste eine effektive Infrastruktur geschaffen werden. 1874 wurde auf Willen von Conrad gegen starken Widerstand eine Bahnverbindung zwischen Berlin und Wannsee durchgesetzt. Außerdem fuhr die Bahn im Anschluss bis nach Potsdam. Im Berliner Volksmund wurde die neu entstandene Wannseebahn auch Wahnsinnsbahn auf Conrädern oder Bankierszug genannt. Mit ihr verkürzte sich die Reisezeit von der Berliner Innenstadt in die Kolonie auf nur 20 Minuten. 1878/1879 erfolgte der Bau der Bahnstrecke Berlin–Blankenheim durch den Grunewald über Wannsee nach Westen, die wenige Jahre später durch den Anschluss über Charlottenburg an die Berliner Stadtbahn auch im Nahverkehr größere Bedeutung erlangte.
Im Jahr 1898 wurde die Landgemeinde Stolpe, die zum Kreis Teltow gehörte, in Wannsee umbenannt. Nach der Eingemeindung nach Groß-Berlin 1920 gehörte Wannsee zum Bezirk Zehlendorf, seit 2001 ist es Ortsteil des neugebildeten Bezirks Steglitz-Zehlendorf.
Übersicht
- 1299: Erste urkundliche Erwähnung des Dorfes Stolpe
- 1660: Bau der ersten Glienicker Brücke
- 1869: Gründung der Colonie Alsen
- 1874: Eröffnung der Wannseebahn
- 1879: Eröffnung der Bahnstrecke Berlin–Blankenheim
- 1898: Umbenennung der Landgemeinde Stolpe in Wannsee
- 1901: Eröffnung des Teltowkanals
- 1920: Wannsee wird in den Bezirk Zehlendorf von Groß-Berlin eingegliedert
- 1942: Wannseekonferenz (ein nach dem Zweiten Weltkrieg geprägter Begriff) in der ehemaligen Villa Marlier, veranstaltet von den Nationalsozialisten zur Planung der sogenannten „Endlösung der Judenfrage“
- 1945–1990: Wannsee gehört zum Amerikanischen Sektor von Berlin
- 1961: Bau der Berliner Mauer, die Siedlung Steinstücken ist nur noch mit Passierschein erreichbar; die Glienicker Brücke wird geschlossen
- 1972: Gebietsaustausch zwischen dem Berliner Senat und der DDR; Steinstücken erhält einen Landweg nach Kohlhasenbrück
- 1989: Fall der Berliner Mauer; die Glienicker Brücke wird wieder für den Verkehr freigegeben
- 1999: 700-Jahr-Feier Stolpes

## Bevölkerung
| Jahr | Einwohner |
| ---- | --------- |
| 1858 | 00.502 1  |
| 1871 | 00.626 1  |
| 1880 | 00.760 1  |
| 1890 | 01.263 1  |
| 1900 | 2.378     |
| 1910 | 2.539     |
| 1919 | 3.980     |

| Jahr | Einwohner |
| ---- | --------- |
| 1930 | 04.886    |
| 1938 | 05.527    |
| 1946 | 06.963    |
| 1950 | 07.933    |
| 1960 | 08.069    |
| 1970 | 08.302    |
| 1987 | 10.274    |
| 2000 | 09.438    |

| Jahr | Einwohner |
| ---- | --------- |
| 2007 | 09.069    |
| 2010 | 09.298    |
| 2015 | 09.764    |
| 2020 | 10.126    |
| 2021 | 10.122    |
| 2022 | 10.343    |
| 2023 | 10.237    |
| 2024 | 10.188    |

## Sehenswürdigkeiten und Kultur

### Bauensembles

#### Am Großen und am Kleinen Wannsee
Am Westufer des Großen Wannsees (Am Großen Wannsee 56–58) liegt das Haus der Wannseekonferenz, in dem 1942 die Deportation und Ermordung der europäischen Juden organisiert und geplant wurde. Heute ist das Haus eine Gedenk- und Bildungsstätte. Nach der Sanierung der Liebermann-Villa wurde das Sommerhaus des Malers Max Liebermann am 30. April 2006 als Museum eröffnet. Im weiteren Verlauf der Straße Am Großen Wannsee liegt das Gelände der ehemaligen Reichsluftschutzschule des Architekten Eduard Jobst Siedler (1938/1939). Auf einem Plateau am Seeufer bei Heckeshorn, wo die Colonie Alsen in den Forst Düppel übergeht, befindet sich eine 2005 restaurierte Zinkkopie des Idstedt-Löwen aus dem Jahr 1874.

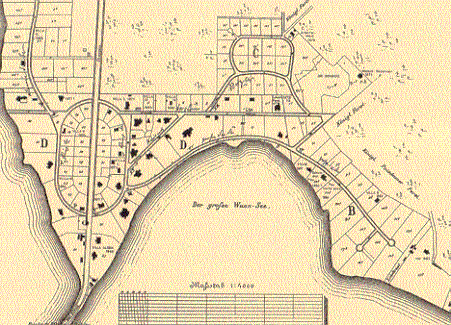
Karte der Colonie Alsen, 1883
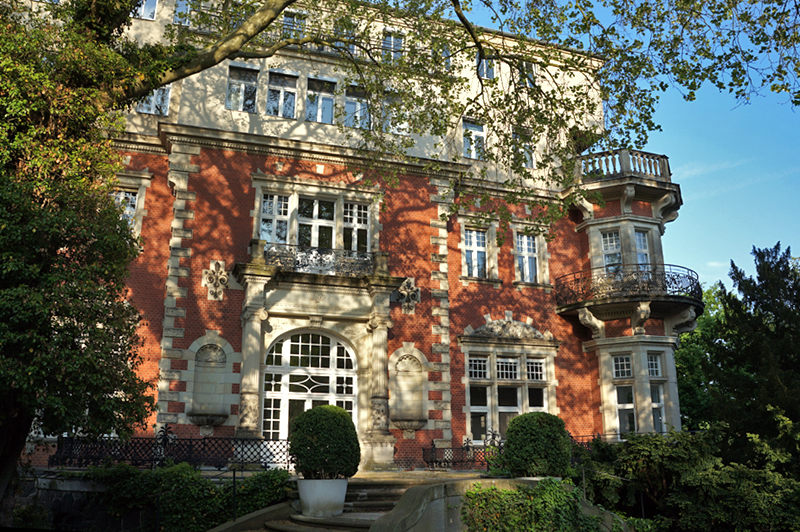
Siemens-Villa, heute Immanuel-Krankenhaus
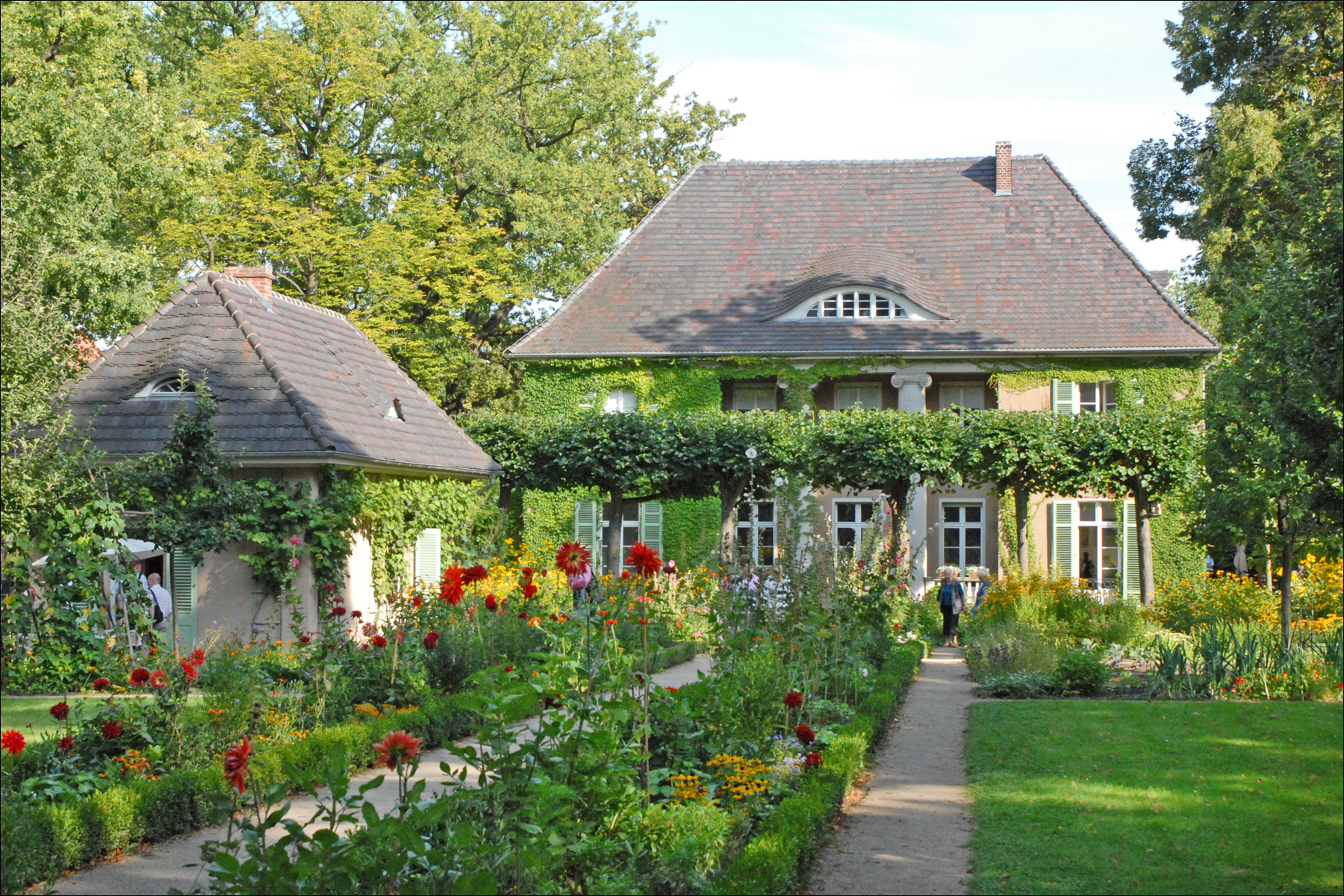
Liebermann-Villa, heute Museum
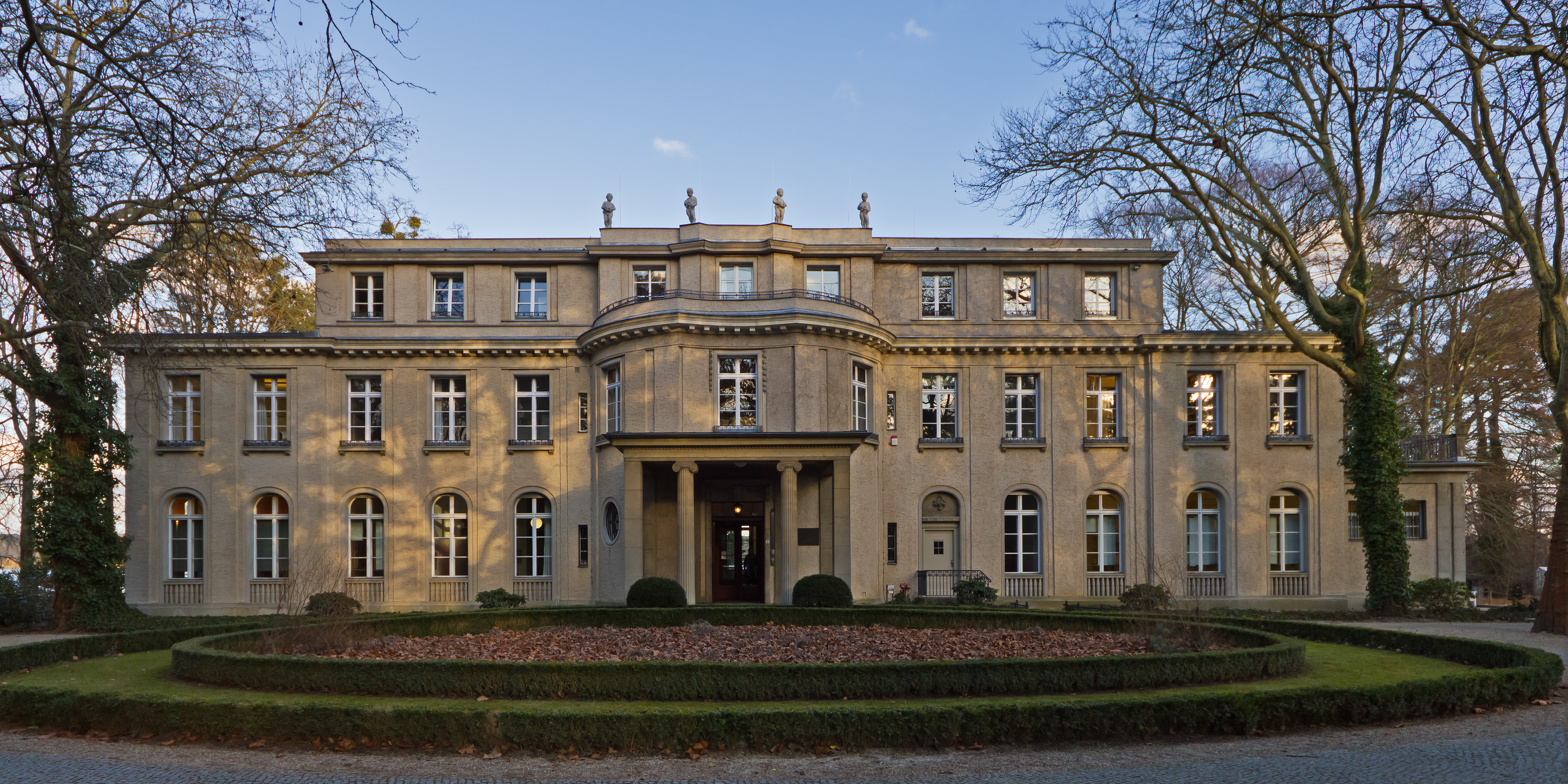
Haus der Wannseekonferenz

#### Dorf Stolpe
Im Ortskern des Dorfes Stolpe befindet sich die nach Plänen des Schinkelschülers Friedrich August Stüler 1858/1859 erbaute Kirche am Stölpchensee sowie das älteste Gebäude Wannsees, das seit 1980 als Galerie Wannsee geöffnet ist.

#### Preußische Schlösser und Gärten
In Wannsee liegt ein Teil der Kulturlandschaft UNESCO-Welterbe Schlösser und Gärten von Potsdam und Berlin.
Im Westen befinden sich mit dem Glienicker Schloss und dem Jagdschloss Glienicke zwei Schlösser, die im Park Klein-Glienicke liegen.
Auf der Pfaueninsel befindet sich Schloss Pfaueninsel, ein Lustschloss in romantischer Ruinenarchitektur, das von Friedrich Wilhelm II. im 18. Jahrhundert als gemeinsames Refugium für ihn und seine Mätresse, die Gräfin Lichtenau in Auftrag gegeben wurde.
Das Schloss ist umgeben von einem englischen Landschaftspark, der die gesamte Insel umfasst.

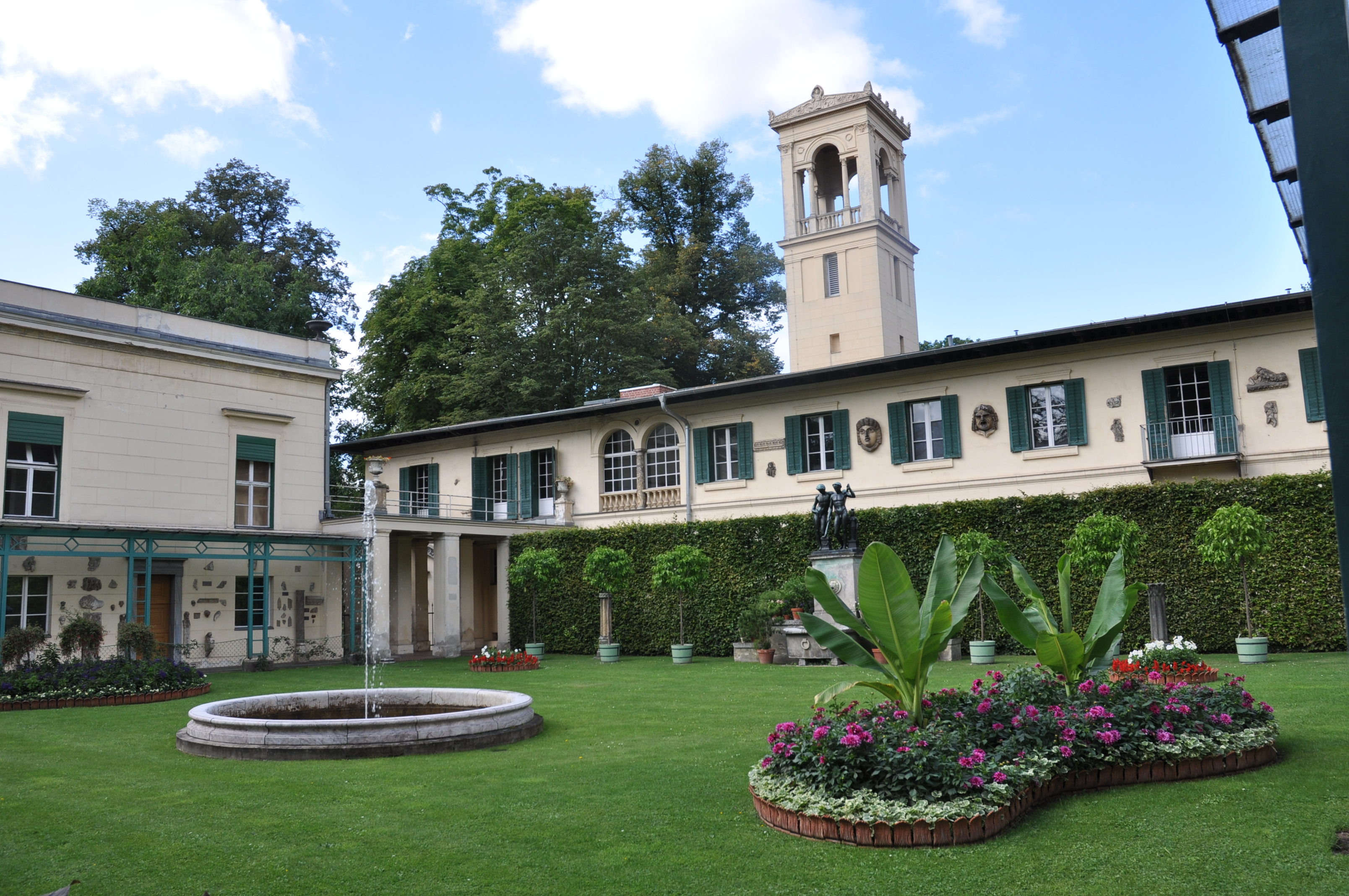
Schloss Glienicke
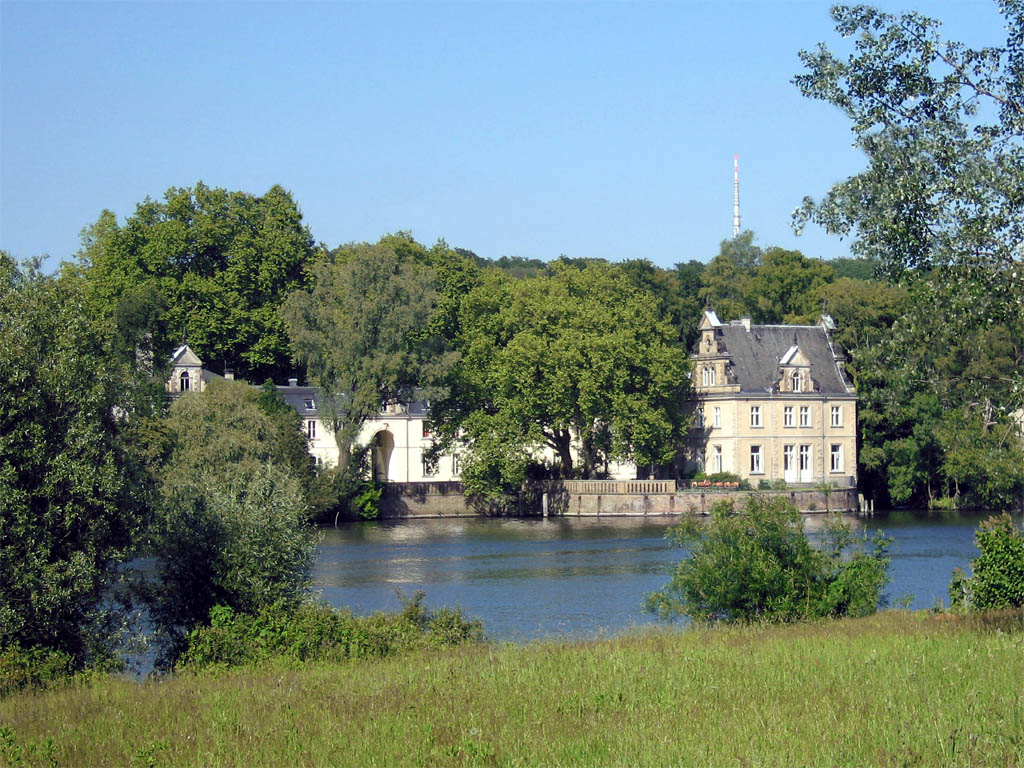
Jagdschloss Glienicke
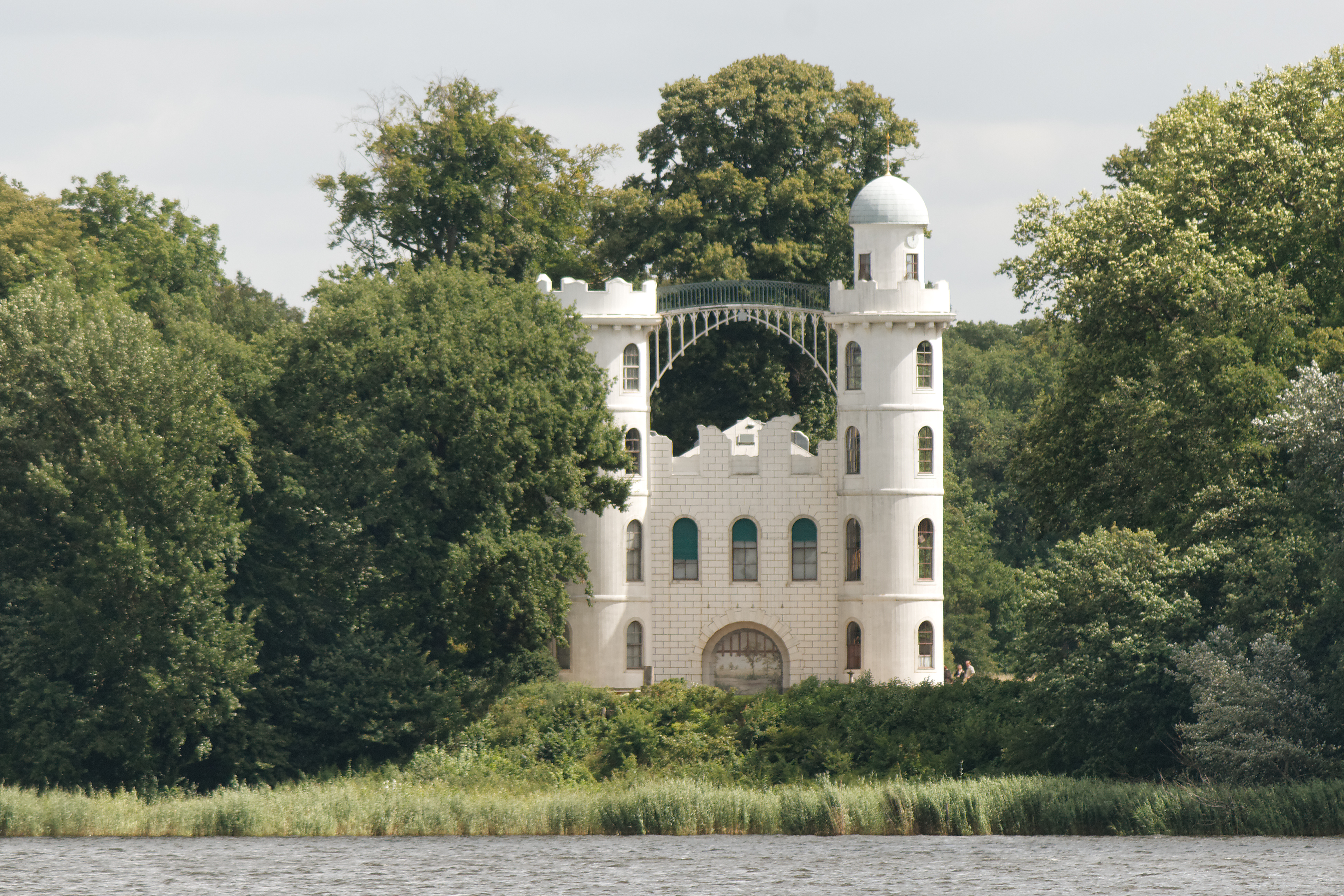
Schloss Pfaueninsel
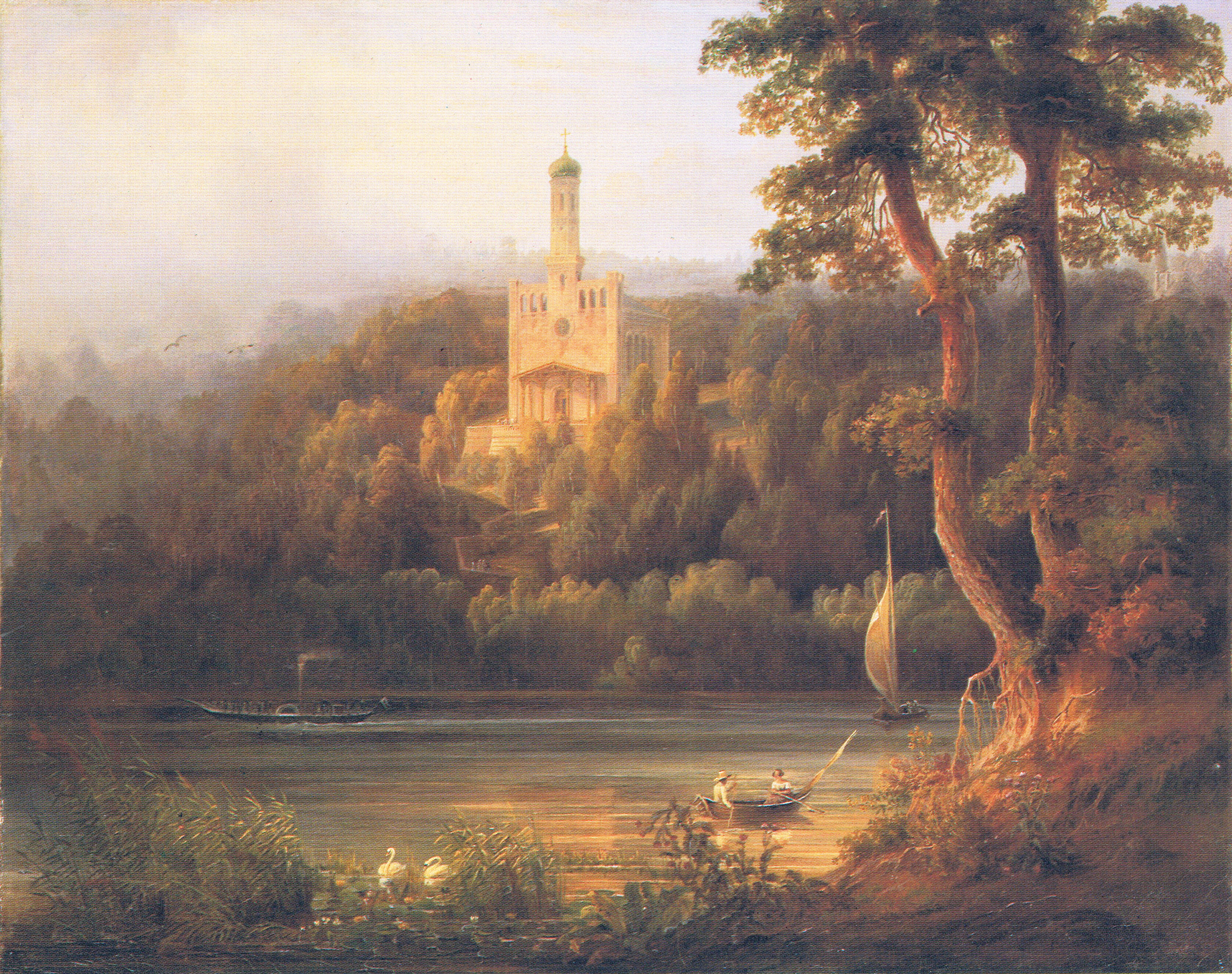
Nikolskoe (historische Darstellung)

#### Einzelobjekte
Gräber
Am Kleinen Wannsee liegt auf der Ostuferseite das Grab Heinrich von Kleists. Auf dem Neuen Friedhof finden sich unter anderem die Gräber des Physikers Hermann von Helmholtz, des Mediziners Ferdinand Sauerbruch und des Chemie-Nobelpreisträgers Emil Fischer. Auf dem Alten Friedhof Wannsee in der Friedenstraße liegen der Architekt Hans Poelzig sowie der Droschkenkutscher Gustav Hartmann begraben, letzterer wurde als „Eiserner Gustav“ durch seine Protestfahrt im Jahr 1928 nach Paris gegen den Niedergang des Droschkengewerbes berühmt.

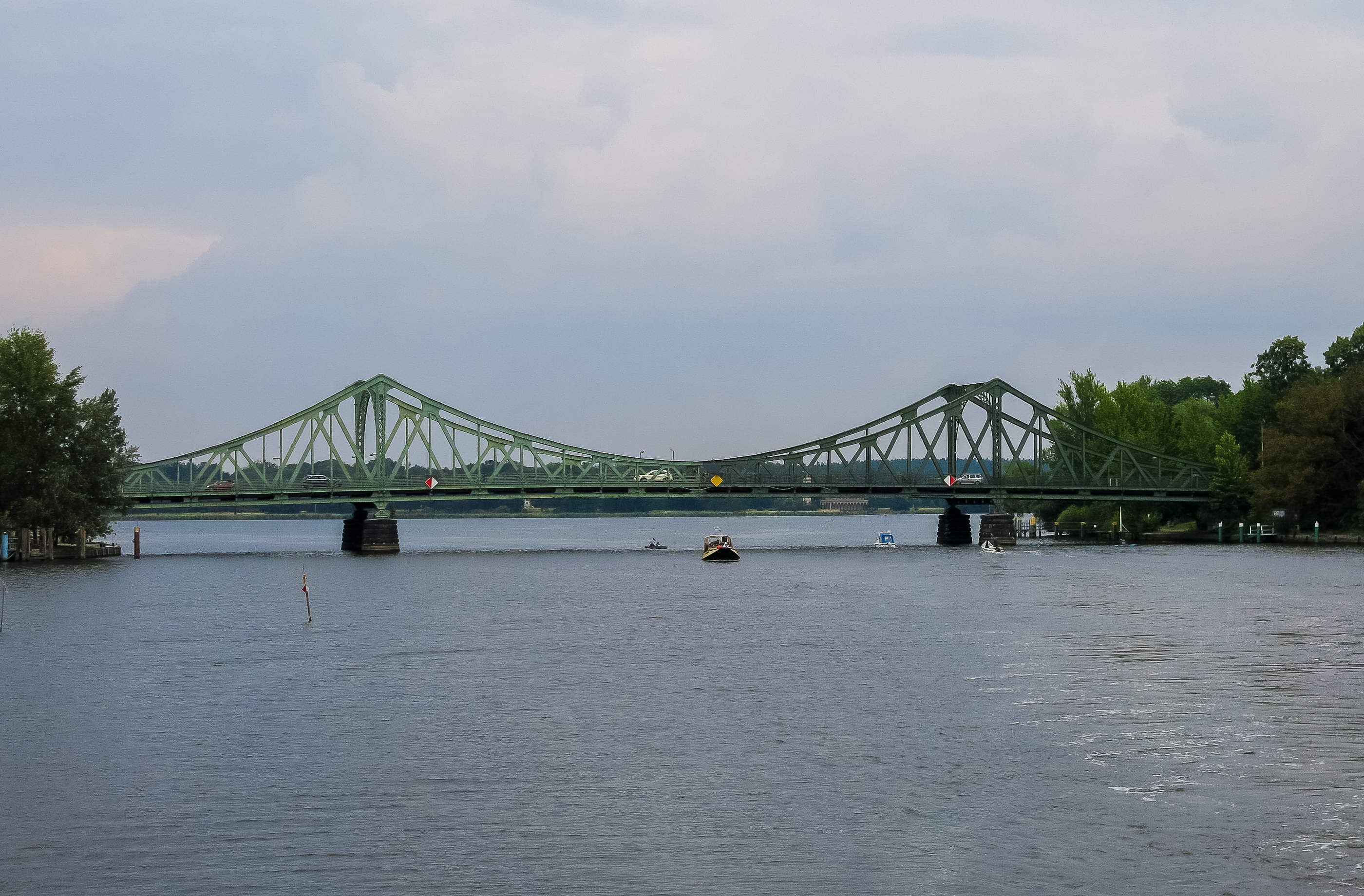
Glienicker Brücke
Die Glienicker Brücke über die Havel zwischen Berlin und Potsdam verbindet im Verlauf der Bundesstraße 1 die Königstraße mit der Berliner Straße in der Berliner Vorstadt von Potsdam.
Nikolskoe
In der Nähe der Pfaueninsel befindet sich die Kirche St. Peter und Paul auf Nikolskoe, bestehend aus dem namensgebenden Blockhaus Nikolskoe mit Nebengebäude, der Kirche, der ehemaligen königlichen Freischule und dem Friedhof der Pfaueninsel.
Der umgebende Wald ist ein eingetragenes Gartendenkmal. Nikolskoe wurde anlässlich eines Staatsbesuchs der preußischen Prinzessin Charlotte, der Tochter des damals regierenden Königs Friedrich Wilhelm III. mit ihrem Ehemann, dem russischen Prinzen Nikolai und späteren Zaren angelegt und ihm zu Ehren benannt (Nikolskoe = dem Nikolai gehörig).
Im Blockhaus befindet sich bis heute ein Ausflugslokal.
- Nördlich der Bundesstraße 1 befindet sich der zweithöchste Turm Berlins, der Fernmeldeturm Berlin-Schäferberg.
- Hubschrauberlandeplatz Steinstücken
- Villa des Nobelpreisträgers Emil Fischer

## Infrastruktur

### Verkehr

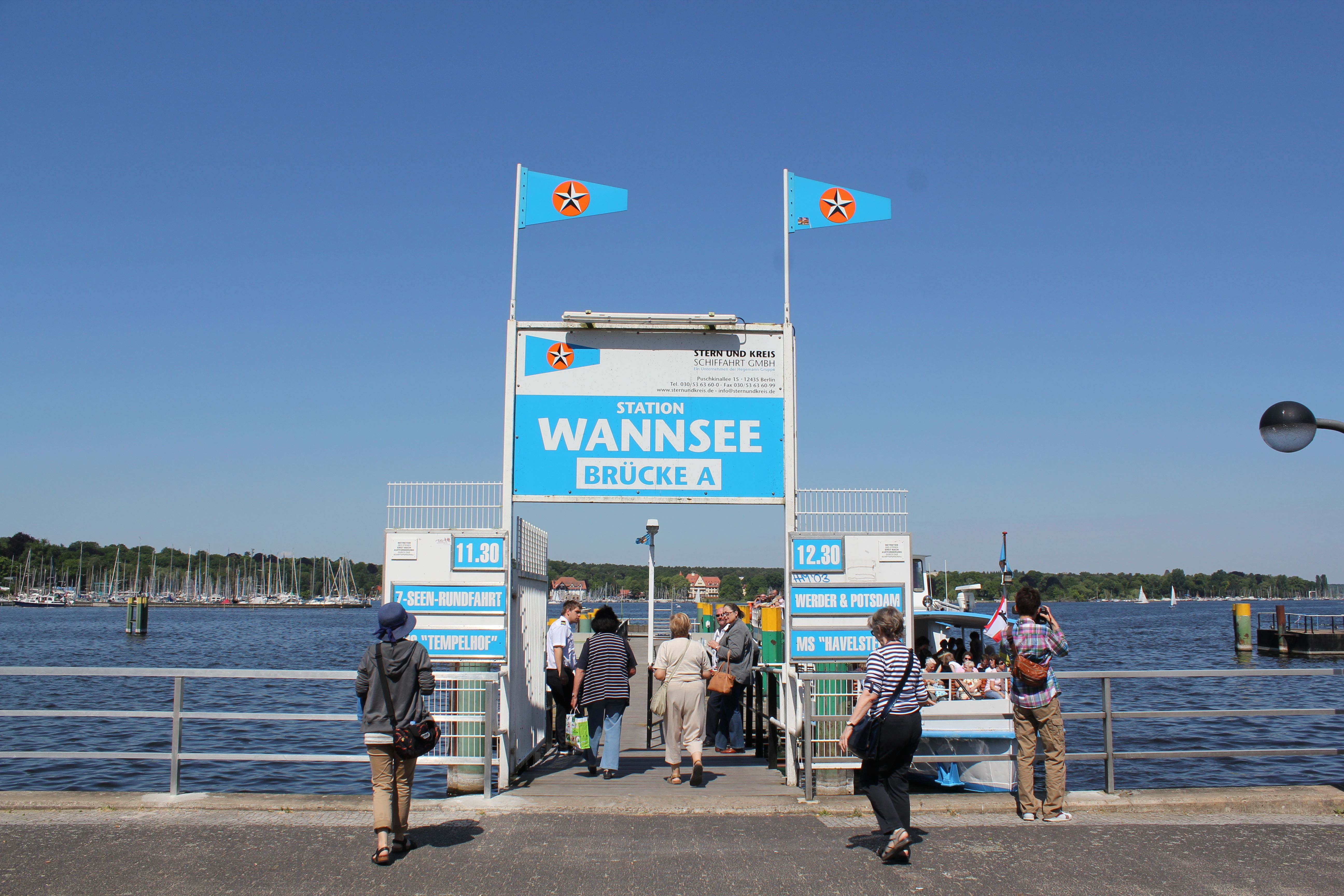
Dampfer-Anlegestelle

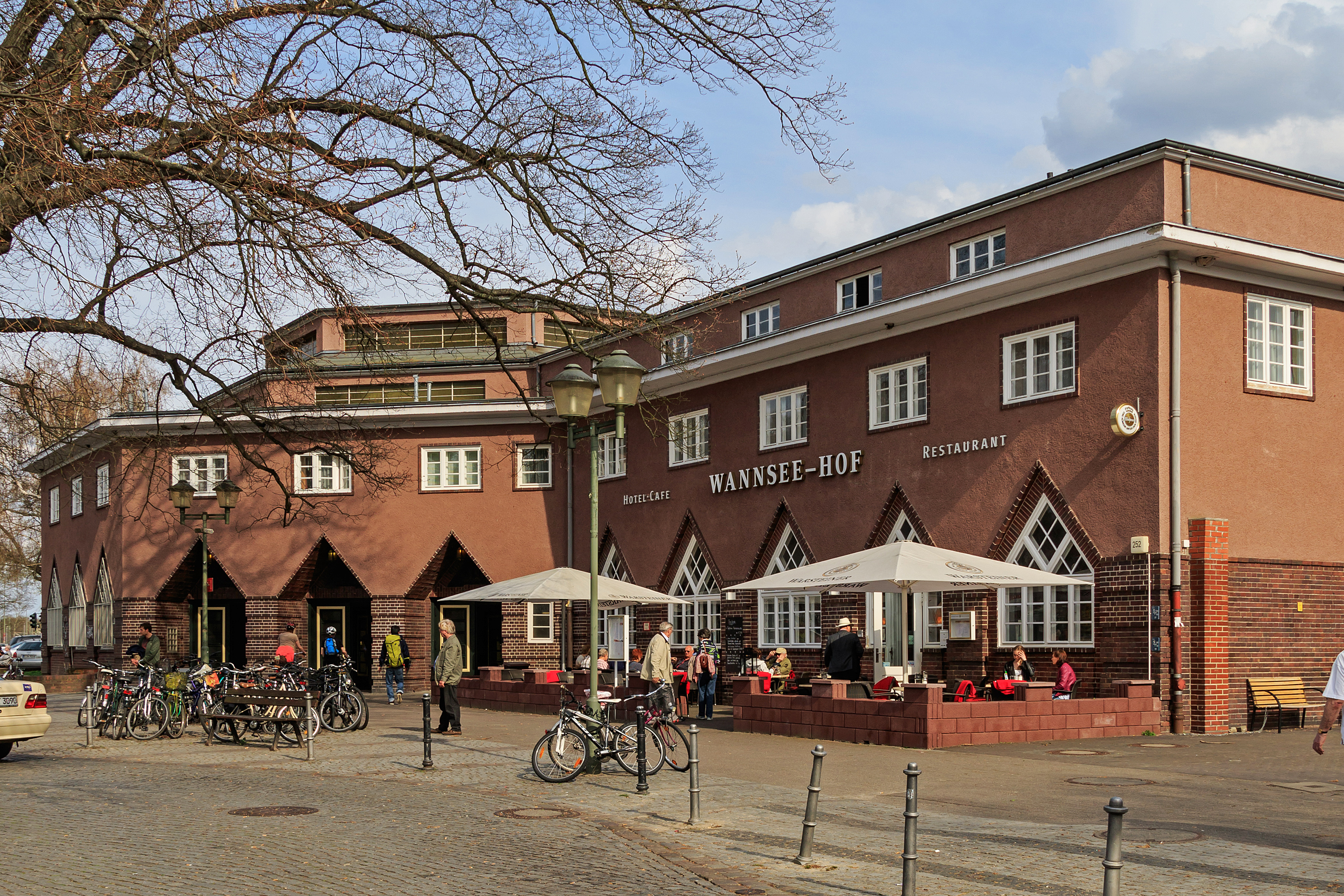
Bahnhof Wannsee

Der Schienenverkehr wird über den Bahnhof Berlin-Wannsee abgewickelt. Dort verkehren Züge der Berliner S-Bahn, des Regional- und des Fernverkehrs.
Die verkehrsreichste Straße ist die Königstraße zur Glienicker Brücke, die Berlin und Potsdam als Bundesstraße 1 verbindet. In direkter Nachbarschaft, im Ortsteil Berlin-Nikolassee, befindet sich die Bundesautobahn 115, auch bekannt als AVUS.
Als malerische Alternative zur AVUS, führt die kurvenreiche Havelchaussee entlang des Havelufers.
Die Berliner Verkehrsbetriebe (BVG) betreiben die Fährlinie F10 quer über den Wannsee nach Kladow.
Darüber hinaus bestehen verschiedene lokale Busverbindungen in die Innenstadt und ins brandenburgische Umland.

### Bildung und Forschung
In Ortsteil gibt es zwei Grundschulen und eine Sonderschule.
In Wannsee steht Berlins einziger Atomreaktor, der Berliner Experimentier-Reaktor. Er befindet sich auf dem Gelände des Helmholtz-Zentrums für Materialien und Energie und dient ausschließlich zu Forschungszwecken.
Im Jagdschloss Glienicke hat das Sozialpädagogische Fortbildungsinstitut Berlin-Brandenburg (SFBB) seinen Sitz.

### Sport

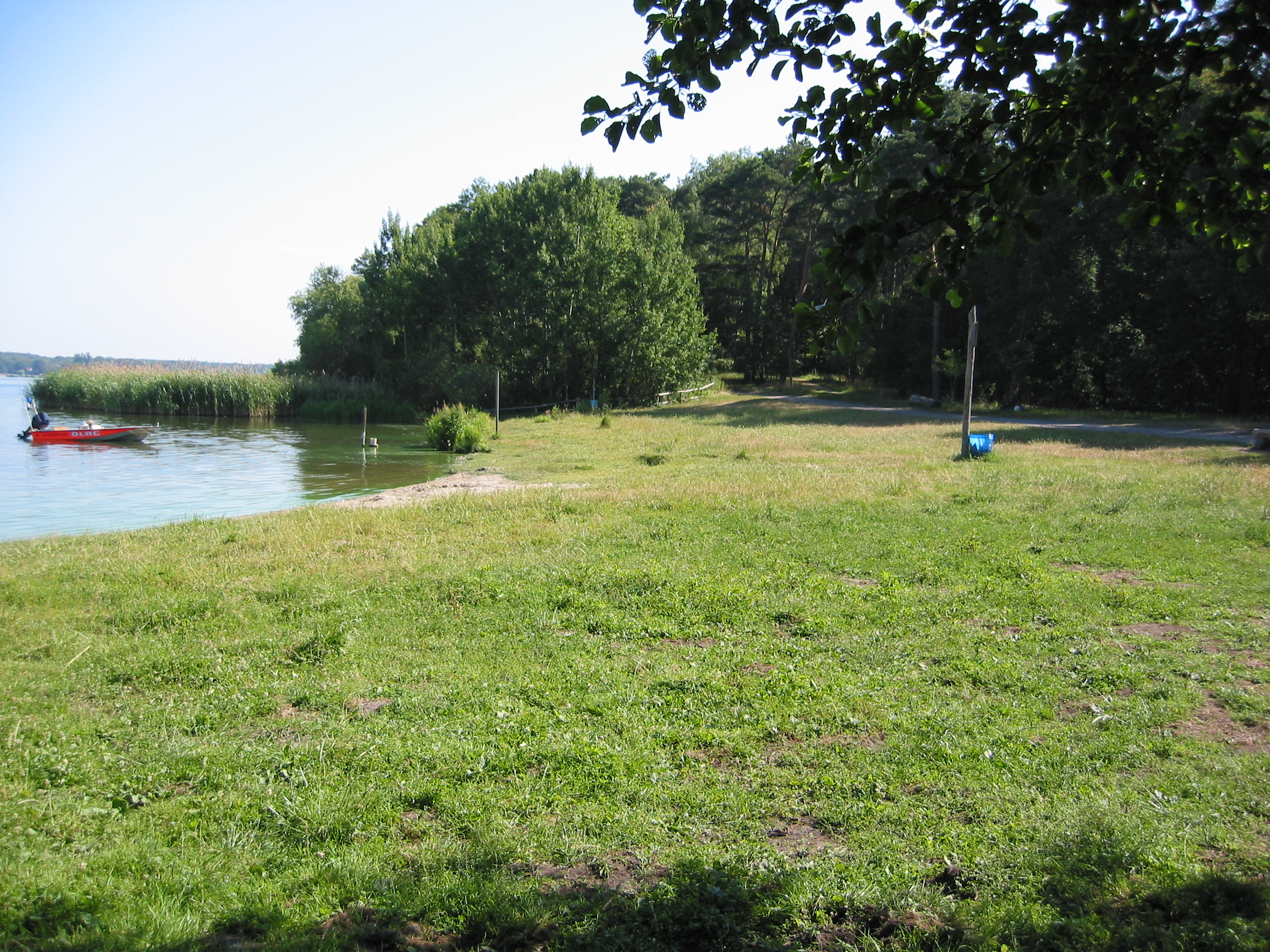
Badestelle Alter Hof

Der Wassersport hat eine sehr große Bedeutung für die Insel Wannsee: Hier befinden sich 21 Segel- und zehn Rudervereine. Seit März 2012 ist dort der Sitz der Gesellschaft für internationalen Wassertourismus e. V. angesiedelt, die vor allem ausländische Berlin-Touristen für das wassertouristische Angebot sensibilisieren soll. Darüber hinaus bestehen verschiedene Bademöglichkeiten, besonders das im angrenzenden Ortsteil Nikolassee gelegene Strandbad Wannsee, kleinere Badestellen an der Havel sowie die große Badewiese am Alten Hof.
Wannsee verfügt über einen Golfplatz, der 1895 gegründet wurde.
Mit dem FV Wannsee gibt es einen Fußballverein und mit dem TuS Wannsee einen Seniorensport- und Judoverein.
Am ehemaligen Don-Bosco-Heim gibt es mit dem ReitTherapieZentrum Berlin einen Reiterhof.

## Persönlichkeiten
- Max Liebermann (1847–1935), Maler, lebte in Wannsee
- Emil Fischer (1852–1919), Chemiker, lebte in Wannsee
- Arnold von Siemens (1853–1918), Industrieller, lebte in Wannsee
- Gustav Hartmann (1859–1938), Droschkenkutscher, bekannt als Eiserner Gustav, wohnte 1900–1938 in der Alsenstraße
- Philipp Franck (1860–1944), Maler, wohnte im später nach ihm benannten Philipp-Franck-Weg
- Arthur Scherbius (1878–1929), Erfinder und Unternehmer, wohnte 1924–1929 in Wannsee
- Hermann von Siemens (1885–1986), Industrieller, lebte in Wannsee
- Heinrich George (1893–1946), Schauspieler, lebte in Wannsee
- Berta Drews (1901–1987), Schauspielerin, lebte in Wannsee
- Peter Pallat (1901–1992), Spieleautor, in der Otto-Erich-Straße aufgewachsen
- Theodor Rosenhauer (1901–1996), Maler, lebte in Wannsee
- Heinz Rühmann (1902–1994), Schauspieler, lebte in Wannsee
- Rosemarie Reichwein (1904–2002), Bobath-Therapeutin, in Wannsee aufgewachsen
- Heinz Schröder (1910–1997), sozialdemokratischer Widerstandskämpfer, lebte in Wannsee
- Axel von Werner (1913–1940), Filmeditor, in Wannsee geboren
- Götz George (1938–2016), Schauspieler, in Wannsee aufgewachsen
- Wolfgang Immenhausen (* 1943), Schauspieler und Galerist, in Wannsee aufgewachsen
- André Butzer (* 1973), Maler, lebt in Wannsee